# Елизабет Датска (1485–1555)
Елизабет Датска (на немски: Elisabeth von Dänemark, Norwegen und Schweden; * 24 юни 1485 в дворец Нюборг на остров Фюн, Дания; † 10 юни 1555 в Берлин) е принцеса на Дания, Норвегия и Швеция и чрез женитба курфюрстиня на Бранденбург (10 април 1502 – 11 юли 1535).
Тя е дъщеря на Йохан Датски (1455 – 1513), крал на Дания, Норвегия и Швеция , и съпругата му кралица Кристина Саксонска (1461 – 1521), дъщеря на курфюрст Ернст Саксонски.
Елизабет се омъжва на 10 април 1502 г. в Стендал за 18-годишния курфюрст Йоахим I Нестор фон Бранденбург (1484 – 1535) от род Хоенцолерн. През 1506 г. Йоахим основава първия бранденбургски университет Alma Mater Viadrina във Франкфурт на Одер.
Около 1523 г. тя се присъединява към учението на Мартин Лутер и нейният съпруг я заплашва да я затвори. През 1527 г. тя тайно получава причастие и бяга през март 1528 г. в Торгау при чичо си по майчина линия курфюрст Йохан Саксонски и остава в неговия двор до 1535 г. Страда от липса на пари. Положението ѝ се подобрява след смъртта на нейния съпруг през 1535 г., след което синовете ѝ Йоахим и Йохан ѝ дават добра годишна рента. След това тя живее девет години в дворец Лихтенбург при Претин. През 1545 г. тя се връща в Марк Бранденбург.

## Деца
Елизабет и Йоахим I фон Бранденбург имат два сина и три дъщери:
- Йоахим II от Бранденбург (1505 – 1571), наричан Хектор, курфюрст на Бранденбург

∞ 1. 1524 принцеса Магдалена Саксонска (1507 – 1534)
∞ 2. 1535 принцеса Ядвига Ягелонка от Полша (1513 – 1573)
- Анна (1507 – 1567)

∞ 1524 херцог Албрехт VII от Мекленбург (1488 – 1547)
- Елизабет (1510 – 1558)

∞ 1. 1525 херцог Ерих I от Брауншвайг-Каленберг (1470 – 1540)
∞ 2. 1546 граф Попо XII от Хенеберг (1513 – 1574)
- Маргарета (1511 – 1577)

∞ 1. 1530 херцог Георг I от Померания (1493 – 1531)
∞ 2. 1534 княз Йохан II от Анхалт-Цербст (1504 – 1551)
- Йохан (1513 – 1571), маркграф на Бранденбург-Кюстрин

∞ 1537 принцеса Катарина от Брауншвайг-Волфенбютел (1518 – 1574)